# Équipe de France de rugby à XV au Tournoi des Cinq Nations 1959
L'équipe de France de rugby à XV au Tournoi des Cinq Nations 1959 termine première avec deux matches gagnés, un match nul et une défaite contre l'équipe d'Irlande. Il s'agit du premier Tournoi des Cinq Nations remporté par l'équipe de France seule.

## Liste des joueurs
Vingt-deux joueurs ont contribué à ce succès, Lucien Mias étant le capitaine de l'équipe. 
| Entraîneur |                        |                                                                   |
| Avants     | Pilier                 | Alfred Roques, Aldo Quaglio                                       |
| Avants     | Talonneur              | Robert Vigier                                                     |
| Avants     | Deuxième ligne         | Lucien Mias , Bernard Momméjat, François Moncla                   |
| Avants     | Troisième ligne aile   | Jean Barthe, Jean Carrère                                         |
| Avants     | Troisième ligne centre | Michel Celaya, Michel Crauste                                     |
| Arrières   | Demi de mêlée          | Pierre Danos                                                      |
| Arrières   | Demi d'ouverture       | Antoine Labazuy, Claude Mantoulan                                 |
| Arrières   | Centre                 | Jacques Bouquet, André Boniface, Arnaud Marquesuzaa, Louis Casaux |
| Arrières   | Ailier                 | Henri Rancoule, Jean Dupuy, Serge Méricq, Christian Darrouy       |
| Arrières   | Arrière                | Pierre Lacaze                                                     |

## Résultats des matches
- 10 janvier : victoire 9 à 0 contre l'Écosse à Colombes
- 28 février : nul 3 partout contre l'Angleterre à Twickenham
- 4 avril : victoire 11 à 3 contre le pays de Galles au stade de Colombes
- 18 avril : défaite 5 à 9 contre l'Irlande à Dublin.

## Points marqués par les Français

### Match contre l'Écosse
- Pierre Lacaze : 2 drops soit 6 points
- François Moncla : 1 essai, 3 points

### Match contre l'Angleterre
- Antoine Labazuy  : 1 pénalité, 3 points

### Match contre le pays de Galles
- François Moncla : 2 essais, 6 points
- Antoine Labazuy : 1 pénalité, 1 transformation, 5 points

### Match contre l'Irlande
- Jean Dupuy : 1 essai, 3 points
- Pierre Lacaze : 1 transformation, 2 points

## Statistiques
- Meilleur réalisateur : François Moncla, 9 points
- Meilleur marqueur d'essais : Moncla, 3 essais
- Meilleure attaque : France, 28 points